# Ragni Lantz
Ragni Margareta Lantz, född 19 augusti 1939 i Uppsala, är en svensk journalist. Ragni Lantz utbildade sig till journalist i USA och var verksam där i många år. Åter i Sverige var hon bland annat redaktör för ELSA, det ekumeniska kvinnorådets tidning. Hon var djupt engagerad i den amerikanska medborgarrättsrörelsen och var ledamot i styrelsen för Martin Luther King-priset från dess start 2004 fram till 2010.   

## Biografi
Ragni Lantz växte upp i Karlstad där hon tog studentexamen. Fadern, Haddon, var pastor i baptistkyrkan. Efter gymnasietiden studerade hon i Uppsala och blev filosofie magister 1963. Därefter reste hon till USA på ett Fulbright stipendium där hon studerade journalistik vid Syracuse University i delstaten New York. Då fick hon kontakt med SNCC (Student Nonviolent Coordinating Committee) som samlade  pengar till medborgarrättskämpar i södern. När hon 1965 fick plats som reporter på de afroamerikanska tidningarna Ebony och Jets i Washington var hon den enda och första vita journalisten. När Martin Luther King höll sitt sista tal i Memphis den 3 april 1968 var hon på plats för att rapportera. Dagen efter mördades King och Ragni Lantz skrev en artikel om mordet. Följden blev att Ragni Lantz var tvungen att lämna redaktionen i Washington och flytta till New York där hon som vit levde i en mindre hotfull miljö. Hon gifte sig då, 1969, med Junius Griffin, en nära vän till Martin Luther King.
1984 återvände Ragni Lantz ensam till Sverige med parets döttrar. 
Ragni Lantz var en av tre ordförande för ”Forum” - Ecumenical Forum of European Christian Women (formellt förkortat EFECW men kallas ”Forum”) år 1994-1998.
I Sverige arbetade hon, från det att hon återvänt, fram till 2006 på Baptistsamfundets tidning Veckoposten (senare med titeln Sändaren). Hon engagerade sig i den ekumeniska kvinnorörelsen och var redaktör för ELSA, det ekumeniska kvinnorådets tidning, i 15 år. Ragni Lantz valdes till ordförande i Världsböndagskommittén 2008  och innehade den posten fram till 2017. Hon var ledamot i styrelsen för Martin Luther King-priset från starten 2004 till 2010. Priset delas ut av Kristna Fredsrörelsen, Equmeniakyrkan och Sveriges kristna råd till personer som verkar i Martin Luther Kings anda. På senare år har hon varit verksam i Rissnekyrkan i Sundbyberg.

### Författarskap
- Om skapelse, fred och rättvisa 1993, i Vad säger kyrkorna nr 5, Älvsjö: Sveriges Frikyrkoråd, ISSN 1103-5196
- Svart och vitt: USA.s fortsatta dilemma 1968, Världspolitikens dagsfrågor nr 12, Stockholm: Utrikespolitiska institutet, ISSN 0042-2754

### Redaktörskap
- Clowns of God: report from the Clowns of God seminar at Sigtuna Folkhögskola June 16-19, 1988/ [medarbetare Ragni Lantz].- 1988
- Seek first the Kingdom of God and his righteousness: report from a seminar held at Marielund, Sweden, June 1-10, 1989 / [ed by Ragni Lantz].-1990
- Women - keepers of the flame of peace and love: report on the 2001 South Asian workshop on active nonviolence, democracy and human rights /[editing, photos and layout: Ragni Lantz]. - 2001

### Översättningar
- Anhøj, Olaf (red.) (1988). Följ mej: ett material för kristen församlingsundervisning. H. 9, Lidandet i Bibelns ljus. [Bromma]: [Westerberg i samarbete med Svenska baptistsamf. och Nordisk baptistsamverkan]: ISBN 91-7194-429-X
- Foster, Richard J  Pengar, sex & makt, 1988, Örebro: Libris: ISBN 91-7194-526-1
- Curle, Adam Kraften som förvandlar : synpunkter på ickevåld, 1992, Stockholm: Carlsson: ISBN 91-7798-601-6